# Ulvenes Hævn
Ulvenes Hævn (originaltitel The Clash of the Wolves) er en amerikansk stumfilm fra 1925 instrueret af Noel M. Smith.

## Medvirkende
- Rin Tin Tin som Lobo
- Nanette
- Charles Farrell som Dave Weston
- June Marlowe som May Barstowe
- Heinie Conklin som Alkali Bill
- Will Walling som Sam Barstowe
- Pat Hartigan som William 'Borax' Horton